# Liste der Wappen im Bezirk Bruck an der Leitha
Diese Liste beinhaltet – geordnet nach der Verwaltungsgliederung – alle in der Wikipedia gelisteten Wappen vom Bezirk Bruck an der Leitha (Niederösterreich). In dieser Liste werden die Wappen mit dem Gemeindelink angezeigt. Die Fußnoten verweisen auf die Blasonierung des entsprechenden Wappens.

## Bezirk Bruck an der Leitha

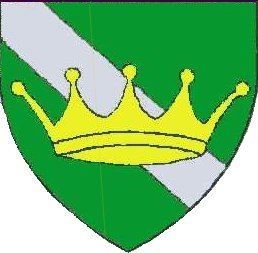
Au am Leithaberge
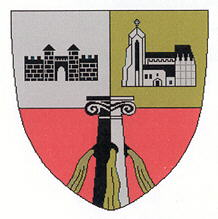
Bad Deutsch-Altenburg
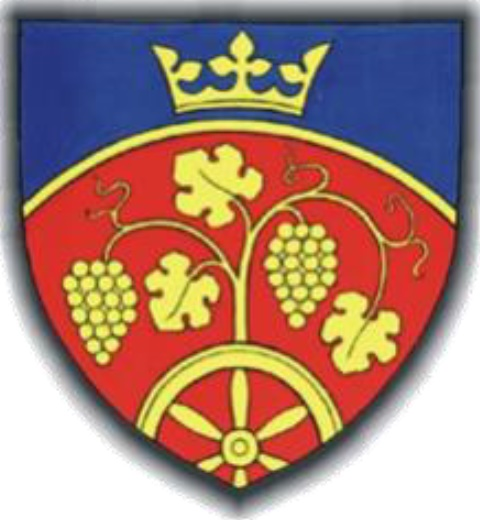
Berg
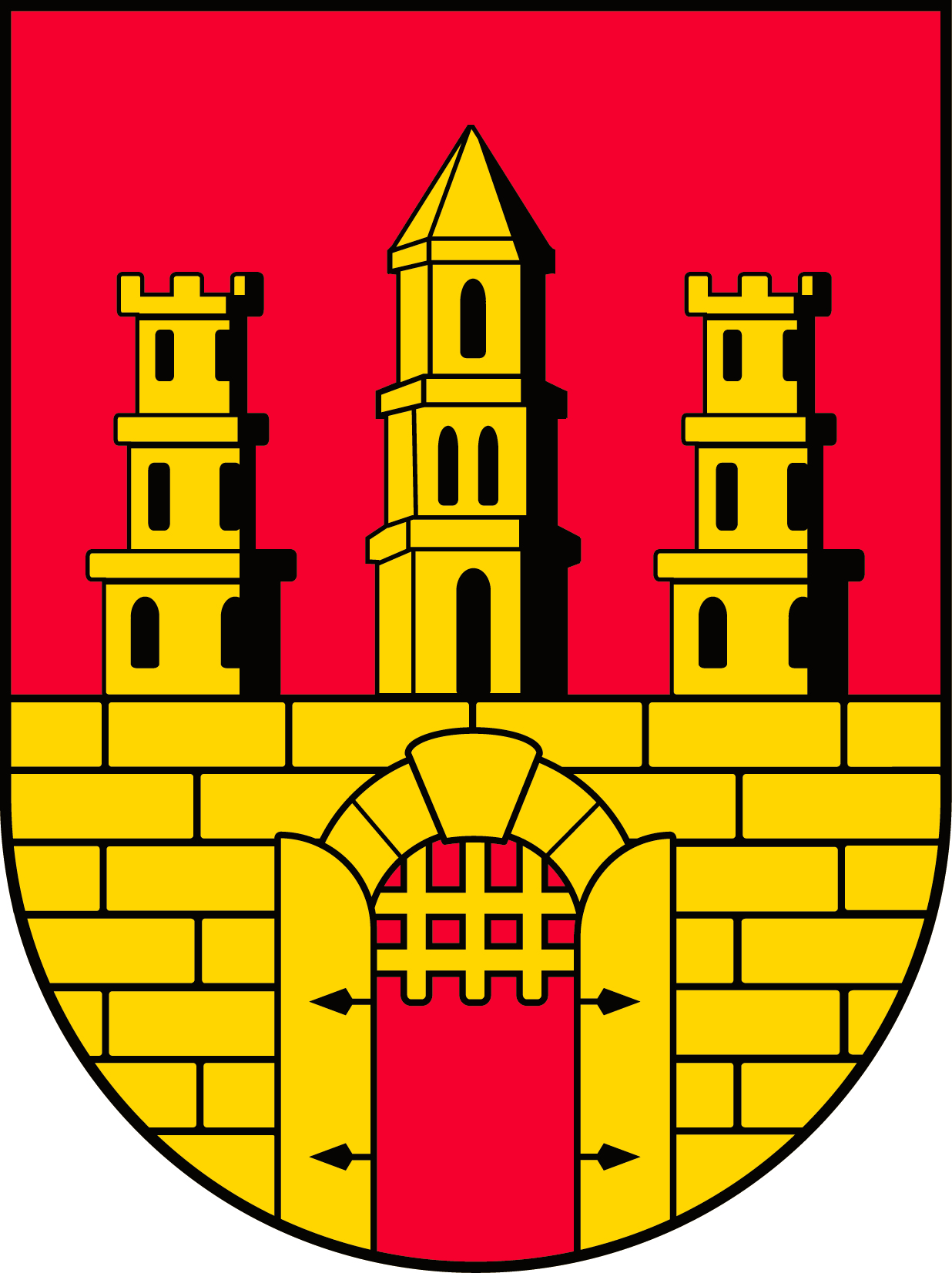
Bruck an der Leitha
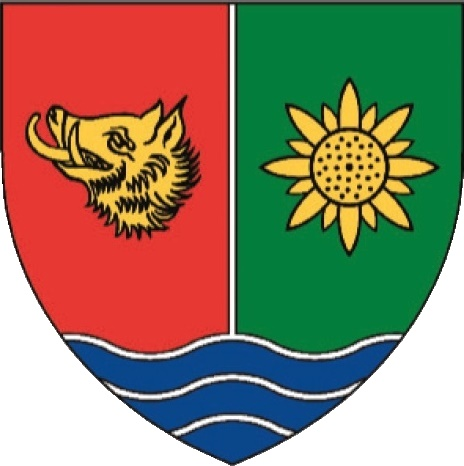
Ebergassing
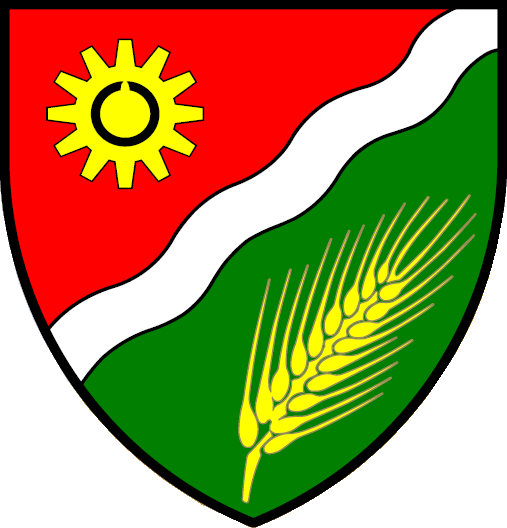
Enzersdorf an der Fischa
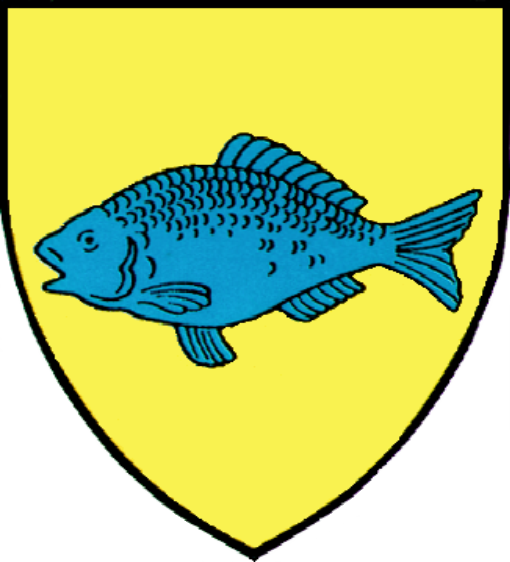
Fischamend
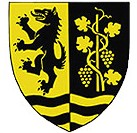
Göttlesbrunn-Arbesthal
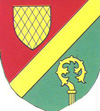
Götzendorf an der Leitha
Gramatneusiedl
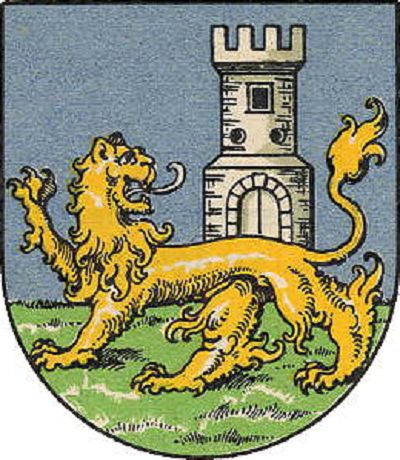
Hainburg an der Donau
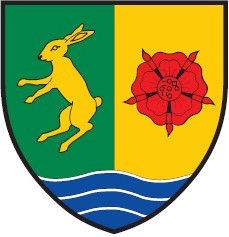
Haslau - Maria Ellend
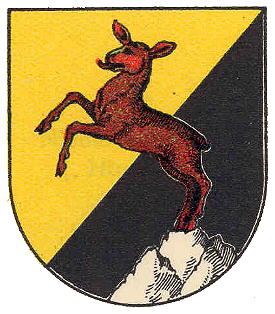
Himberg bei Wien
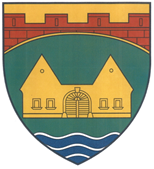
Hof am Leithaberge
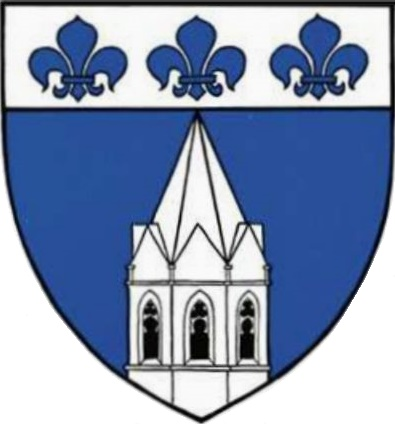
Höflein
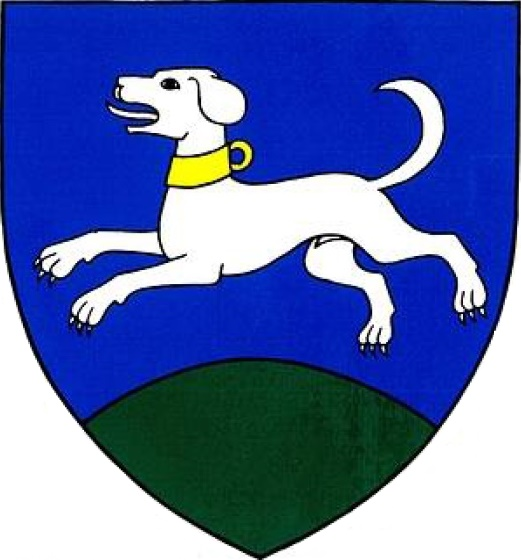
Hundsheim
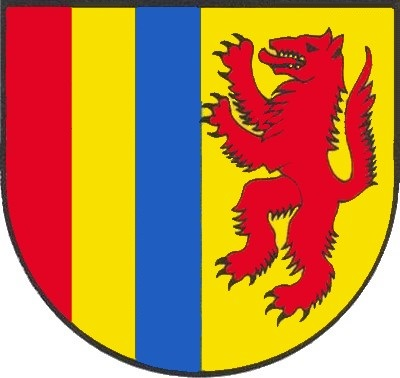
Klein-Neusiedl
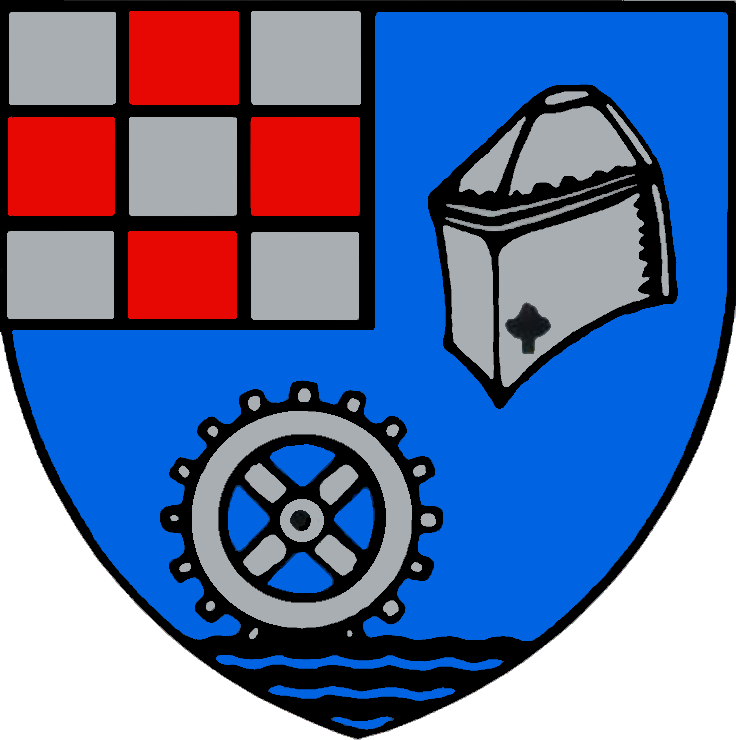
Lanzendorf
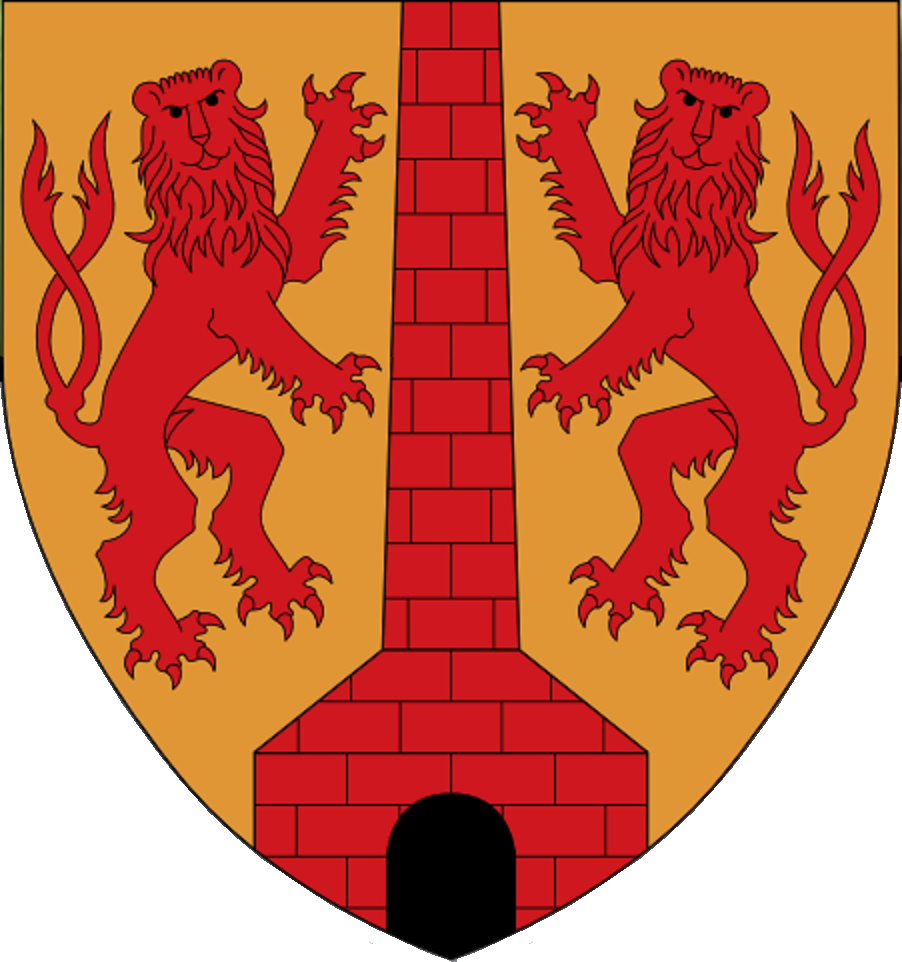
Leopoldsdorf
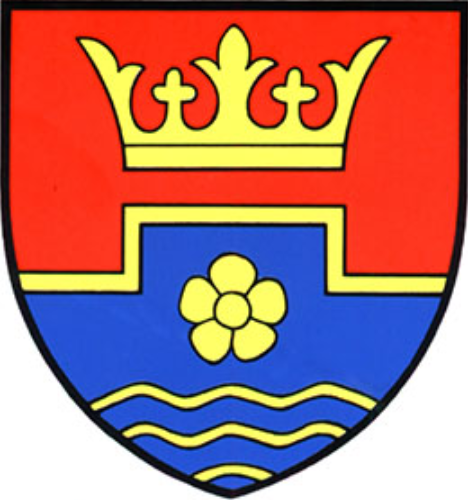
Mannersdorf am Leithagebirge
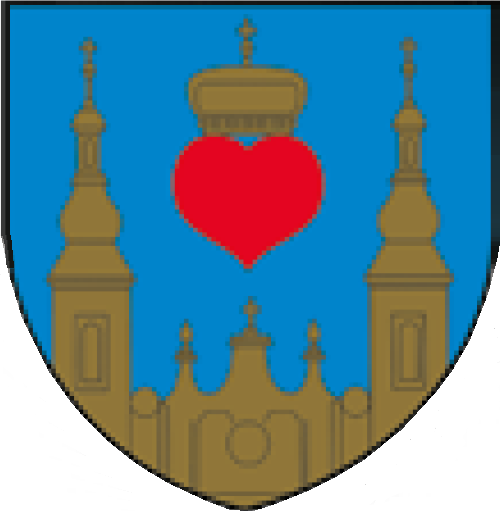
Maria Lanzendorf
Moosbrunn
Petronell-Carnuntum
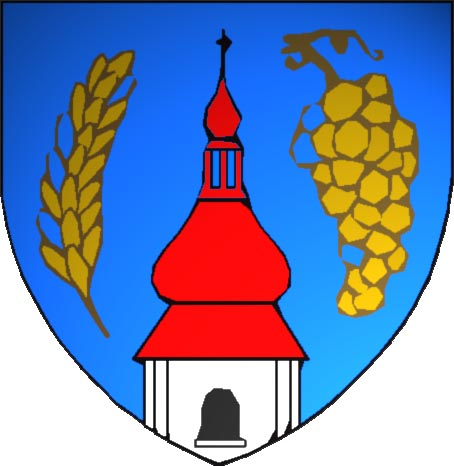
Prellenkirchen
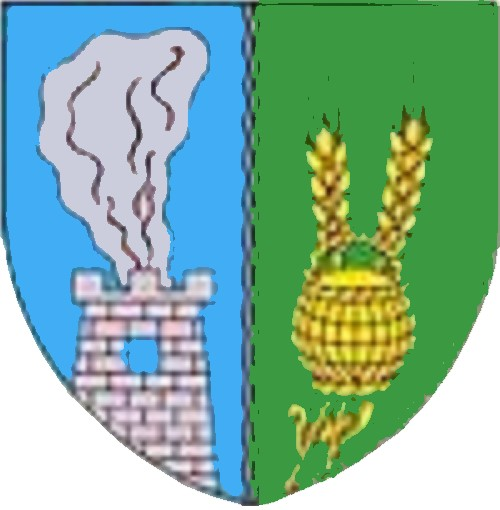
Rauchenwarth
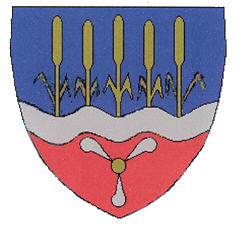
Rohrau
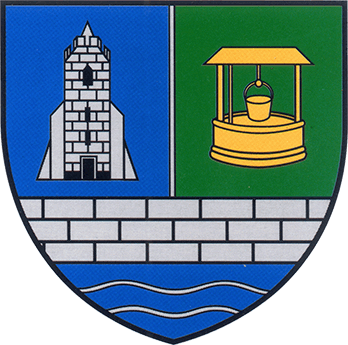
Scharndorf
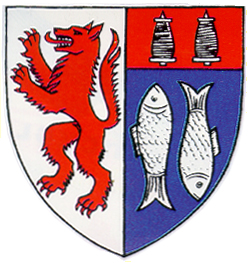
Schwadorf
Schwechat
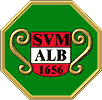
Sommerein
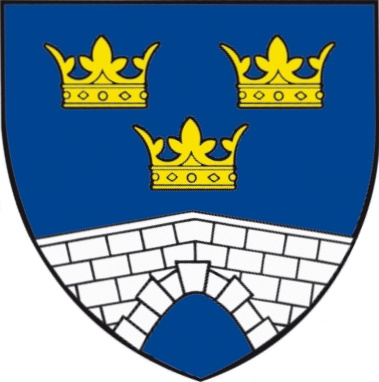
Trautmannsdorf an der Leitha
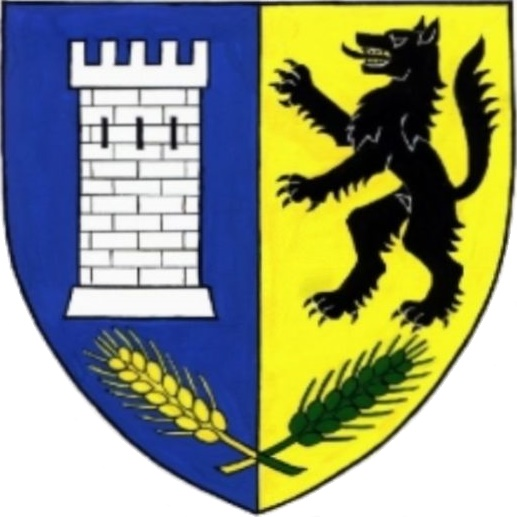
Wolfsthal
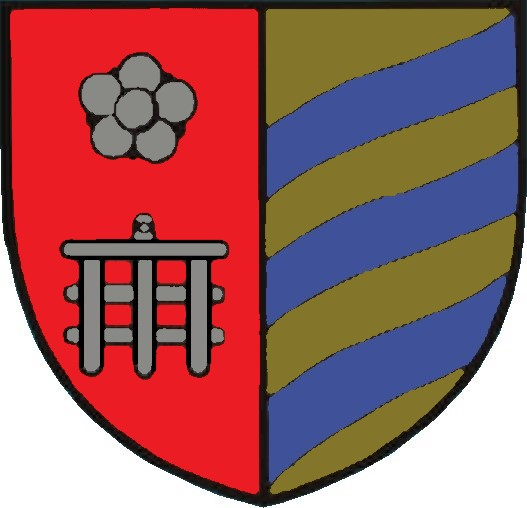
Zwölfaxing